# Adam Brunke
Adam James Brunke (* 8. Januar 1986) ist ein kanadischer Koleopterologe. Sein Forschungsschwerpunkt sind die Kurzflügler (Staphylinidae).

## Leben
Nach einem Studium von Januar 2007 bis Dezember 2011 erlangte Brunke den Master of Science in Ökologie an der University of Guelph. Für seine Magisterarbeit erforschte er Kurzflügleransammlungen in Sojabohnen-Agrarökosystemen und er entwickelte einen Identifizierungsleitfaden über die Kurzflügler des östlichen Kanadas in der Online-Publikation Canadian Journal of Arthropod Identification. Ab Februar 2012 studierte er Biosystematik an der Universität Kopenhagen, wo er im Juni 2015 mit einer Dissertation über die Diversität, Evolution und historische Biogeographie einer mega-diversen Kurzflügler-Abstammungslinie in der nördlichen Hemisphäre zum Ph.D. promoviert wurde. Anschließend arbeitete er für ein Jahr als Postdoktorand am Naturhistorischen Museum Wien.
Seit 2016 ist Brunke wissenschaftlicher Mitarbeiter beim Kanadischen Landwirtschaftsministerium (Agriculture and Agri-Food Canada, AAFC) und beim Eastern Cereal and Oilseed Research Centre (ECORC). 
Brunkes Hauptinteresse gilt den neotropischen und asiatischen Arten der Gattung Bolitogyrus. Gemeinsam mit seinem Mentor Alexei Jurjewitsch Solodownikow, Kurator der Käfersammlung am Statens Naturhistoriske Museum in Kopenhagen, und anderen internationalen Experten, ging er der Frage nach, ob diese Gattung ihren Ursprung in Südamerika oder in Südostasien hatte. Sie untersuchten Käfer-Sammlungen in zahlreichen Museen, um alle existierenden Arten dieser Gattung zu finden und zu identifizieren. Sie reisten in die amerikanischen und südostasiatischen Tropen, um weitere Proben zu nehmen, insbesondere für DNA-Analysen. Die Studie kam zu dem Ergebnis, dass der Ursprung der Gattung über einem interkontinentalen arktischen Waldgürtel zwischen Asien und Nordamerika lag.
Brunkes Fachkompetenz umfasst die Taxonomie, die Systematik, die Identifikatonswerkzeuge, die phylogenetische Analyse, die fossile Analyse, die morphologische 3D-Analyse, die Evolution und die Biogeographie von verschiedenen Gattungen der Kurzflügler. Zu seinen Forschungsprojekten zählen die Beurteilung von Wechselwirkungen und Auswirkungen zwischen invasiven gebietsfremden Arten, landwirtschaftlichen Praktiken und der Artenvielfalt der Arthropoden, die Entwicklung eines nationalen Arthropodeninformationssystems durch die kanadische Nationalsammlung von Insekten, Spinnentieren und Nematoden, die Identifizierung durch Experten, Beratung und Training sowie die Entwicklung von systematischen Kenntnissen über Schädlinge, nützliche Arthropoden und umweltempfindliche Arthropoden.
Im Jahr 2013 war Brunke am Werk Synopsis of adventive species of Coleoptera (Insecta) recorded from Canada. Part 2: Staphylinidae beteiligt. Ferner ist er wissenschaftlicher Redakteur bei den Fachzeitschriften Zootaxa, Zookeys und Insecta Mundi.
Brunke beschrieb über 60 neue Arten aus den Gattungen Bolitogyrus, Aleochara, Dinaraea und  Atheta.